# Vin Santo di Carmignano
Il Vin Santo di Carmignano è un vino DOC la cui produzione è consentita nelle province di Firenze e Prato.

## Caratteristiche organolettiche
- colore: dal giallo paglierino al dorato, all'ambrato intenso
- odore: etereo, intenso, caratteristico
- sapore: armonico, vellutato, con più pronunciata rotondità per il tipo amabile

## Produzione
Provincia, stagione, volume in ettolitri
- Firenze  (1994/95)  136,5
- Prato  (1995/96)  64,81
- Prato  (1996/97)  67,91